# Pippo e l'insonnia
(Voce del prologo)
Pippo e l'insonnia (How to Sleep) è un film del 1953 diretto da Jack Kinney. È un cortometraggio animato della serie Goofy realizzato, in Technicolor, dalla Walt Disney Productions e uscito negli Stati Uniti il 25 dicembre 1953. È stato distribuito anche con i titoli Come poter dormire e, a partire dagli anni novanta, Pippo e il dormire. Nel marzo 2000 fu inserito nel film di montaggio direct-to-video I capolavori di Pippo.

## Trama
George Geef (Pippo nella versione italiana) soffre di insonnia e prova a dormire imitando vari animali: una rana, un cane, uno struzzo, una talpa, un orso e addirittura un gufo. George tende tuttavia ad addormentarsi al di fuori del letto, anche sul posto di lavoro, per questo viene mandato a casa dal datore di lavoro. Durante il tragitto fino a casa, George dorme, ma non appena entra nel letto si risveglia improvvisamente e gli vengono una serie di incubi. Uno scienziato fa visita a George e, dopo aver sperimentato alcuni macchinari che solitamente adotta per risolvere il problema del sonno, riesce a fargli prendere sonno colpendogli la testa con un gigantesco martello.

## Distribuzione

### Edizione italiana
Il cortometraggio fu distribuito in Italia il 6 agosto 1974 all'interno del programma Come divertirsi con Paperino & Co. con il titolo Come poter dormire; il doppiaggio fu eseguito dalla C.D. e curato dal dialoghista Roberto De Leonardis. Nel 1994, per l'uscita in VHS, il corto fu ridoppiato dalla Royfilm sotto la direzione di Leslie La Penna. Tale doppiaggio venne poi utilizzato in tutte le occasioni successive

### Cinema
- Come divertirsi con Paperino & Co. (1974)[3]

### Edizioni home video

#### VHS
- Come divertirsi con Paperino & C. (febbraio 1986)[1]
- Come divertirsi con Paperino & c. (gennaio 1990)[5]
- Cartoon Classics – Pippo superdetective (marzo 1994)[2]
- I capolavori di Pippo (marzo 2000)[4]

#### DVD
Il cortometraggio è incluso nel DVD Walt Disney Treasures: Pippo, la collezione completa.